# Autobahndreieck Sankt Augustin-West
Das Autobahndreieck Sankt Augustin-West (Abkürzung: AD Sankt Augustin-West; Kurzform: Dreieck Sankt Augustin-West) verbindet die Autobahnen 59 (Teilstück Köln – Bonn) und 560 (Sankt Augustin – Hennef) miteinander. Es befindet sich östlich der Sieg im Sankt Augustiner Stadtteil Menden im Rhein-Sieg-Kreis (Nordrhein-Westfalen).

## Bauform
Das Autobahndreieck wurde als linksgeführte Trompete angelegt. Die Autobahn 59 ist hier sechsspurig und die Autobahn 560 vierspurig ausgebaut.

## Verkehrsaufkommen
Die Bundesanstalt für Straßenwesen ermittelte in manuellen Verkehrszählungen in den Jahren 2005, 2010 und 2015 folgende Fahrzeugaufkommen:
| Von                    | Nach                   | Durchschnittliche tägliche Verkehrsstärke | Durchschnittliche tägliche Verkehrsstärke | Durchschnittliche tägliche Verkehrsstärke | Anteil Schwerlastverkehr | Anteil Schwerlastverkehr | Anteil Schwerlastverkehr |
| Von                    | Nach                   | 2005                                      | 2010                                      | 2015                                      | 2005                     | 2010                     | 2015                     |
| ---------------------- | ---------------------- | ----------------------------------------- | ----------------------------------------- | ----------------------------------------- | ------------------------ | ------------------------ | ------------------------ |
| AS Troisdorf (A 59)    | AD Sankt Augustin-West | 089.800                                   | 091.000                                   | 093.800                                   | 7,1 %                    | 6,5 %                    | 6,9 %                    |
| AD Sankt Augustin-West | AD Bonn-Nordost (A 59) | 108.600                                   | 115.900                                   | 119.000                                   | 6,7 %                    | 5,4 %                    | 5,7 %                    |
| AD Sankt Augustin-West | AS Siegburg (A 560)    | 078.100                                   | 082.800                                   | 085.200                                   | 6,8 %                    | 5,5 %                    | 5,4 %                    |